# Masters of Horror
Masters of Horror is een Amerikaanse televisieserie, bestaande uit 26 horror-televisiefilms van erkende regisseurs uit de horrorwereld. De serie werd uitgezonden door de Amerikaanse televisiezender Showtime in twee seizoenen van dertien afleveringen. De delen verschenen vervolgens per titel op dvd en later ook in pakketjes van diverse delen en hele seizoenen tegelijk.
Ieder deel van het eerste seizoen van Masters of Horror werd door een andere regisseur gemaakt. Dario Argento, John Carpenter, John Landis, Tobe Hooper, Joe Dante, Mick Garris en Stuart Gordon keerden in het tweede seizoen terug voor een tweede bijdrage. De serie werd voor het eerst uitgezonden tussen oktober 2005 en februari 2007. De films duren ongeveer 55 minuten per stuk, inclusief de vaste openingsbeelden en de aftiteling. Na twee seizoenen werd de serie vervolgd met een derde seizoen onder de titel Fear Itself bij televisiezender NBC.

## Seizoen 1

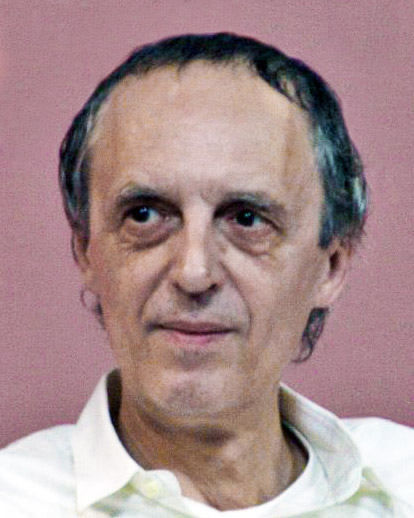
Dario Argento
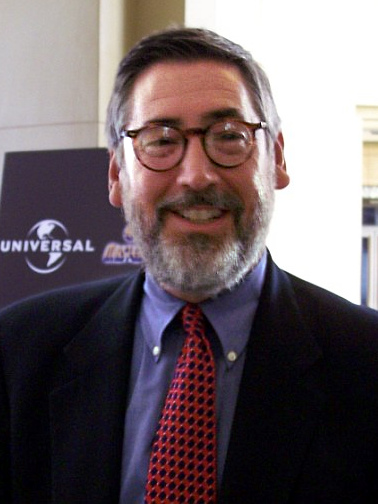
John Landis
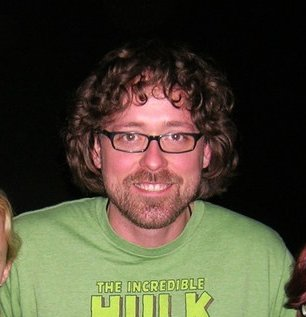
Lucky McKee

1. Incident on and Off a Mountain Road - (Don Coscarelli)
2. Dreams in the Witch House - (Stuart Gordon)
3. Dance of the Dead - (Tobe Hooper)
4. Jenifer - (Dario Argento)
5. Chocolate - (Mick Garris)
6. Homecoming - (Joe Dante)
7. Deer Woman - (John Landis)
8. Cigarette Burns - (John Carpenter)
9. The Fair Haired Child - (William Malone)
10. Sick Girl - (Lucky McKee)
11. Pick Me Up - (Larry Cohen)
12. Haeckel’s Tale - (John McNaughton)
13. Imprint - (Takashi Miike)

## Seizoen 2

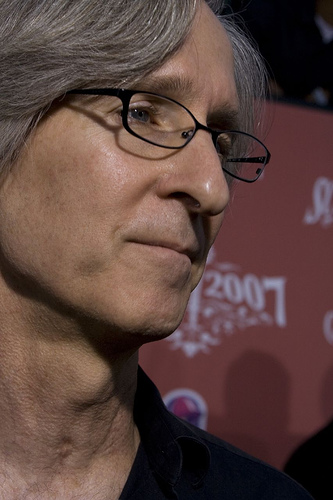
Mick Garris
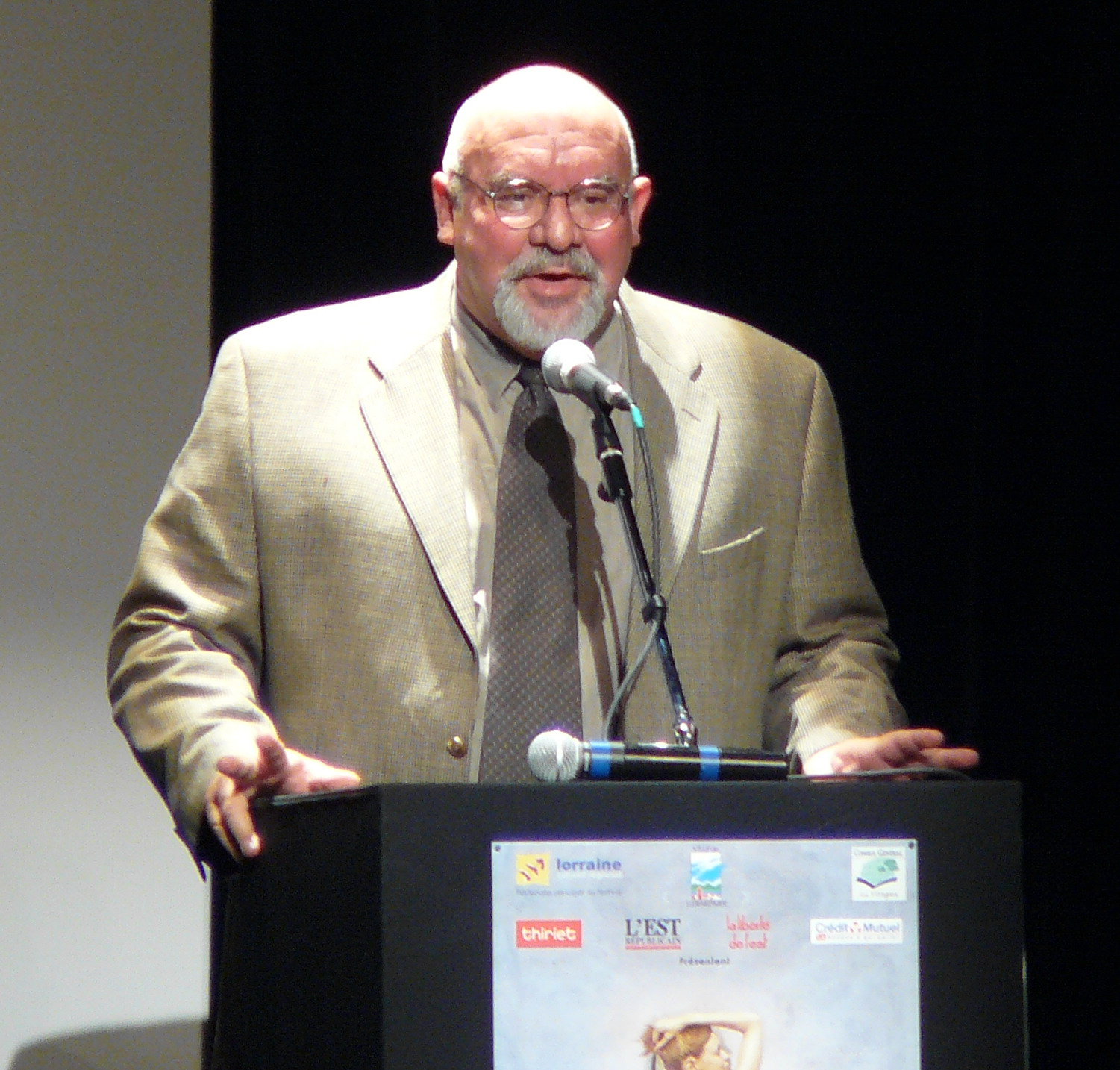
Stuart Gordon
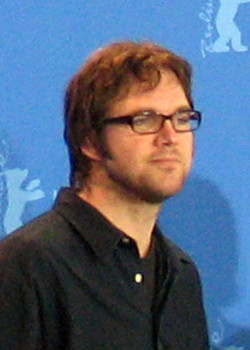
Brad Anderson

1. The Damned Thing - (Tobe Hooper)
2. Family - (John Landis)
3. The V Word - (Ernest R. Dickerson)
4. Sounds Like - (Brad Anderson)
5. Pro-Life - (John Carpenter)
6. Pelts - (Dario Argento)
7. The Screwfly Solution - (Joe Dante)
8. Valerie on the Stairs - (Mick Garris)
9. Right to Die - (Rob Schmidt)
10. We All Scream for Ice Cream - (Tom Holland)
11. The Black Cat - (Stuart Gordon)
12. The Washingtonians - (Peter Medak)
13. Dream Cruise - (Naoya Takayama)

## Soundtrack
Een soundtrack van de serie werd uitgebracht door Immortal Records. De soundtrack bestaat voornamelijk uit rock en heavy metal, onder andere van Andrew W.K..

## Prijzen
| Jaar | Prijs            | Resultaat   | Categorie                                                            | Ontvanger       | Notities                                                                                       |
| ---- | ---------------- | ----------- | -------------------------------------------------------------------- | --------------- | ---------------------------------------------------------------------------------------------- |
| 2006 | Saturn Award     | Winnaar     | Best Presentation on Television                                      | -               | gelijk met The Triangle                                                                        |
| 2007 | Saturn Award     | Genomineerd | Best Presentation on Television                                      | -               | -                                                                                              |
| 2007 | Saturn Award     | Winnaar     | Best dvd                                                             | -               | -                                                                                              |
| 2006 | Emmy Award       | Genomineerd | Outstanding Music Composition for a Series (Original Dramatic Score) | Richard Band    | voor de aflevering "Dreams in the Witch House"                                                 |
| 2006 | Emmy Award       | Winnaar     | Outstanding Original Main Title Theme Music                          | Edward Shearmur | -                                                                                              |
| 2007 | Satellite Awards | Winnaar     | Best DVD Extras (Season 1)                                           | -               | gelijk met Borat: Cultural Learnings of America for Make Benefit Glorious Nation of Kazakhstan |

## Trivia
- Miike's Imprint werd als enige deel niet eerst op televisie uitgezonden. Showtime vond dat de film te ver ging.